# Rivert
Rivert es una entidad de población perteneciente al municipio ilerdense de Conca de Dalt, en Cataluña, España. Formaba parte del municipio de Toralla y Serradell, junto con Erinyà, Serradell, Toralla y Torallola, hasta la creación de Pallars Jussá, en 1969. El municipio tuvo que cambiar su nombre en 1994 por el de Conca de Dalt, para que no se produjesen confusiones con la comarca de Pallars Jussá.

## Geografía

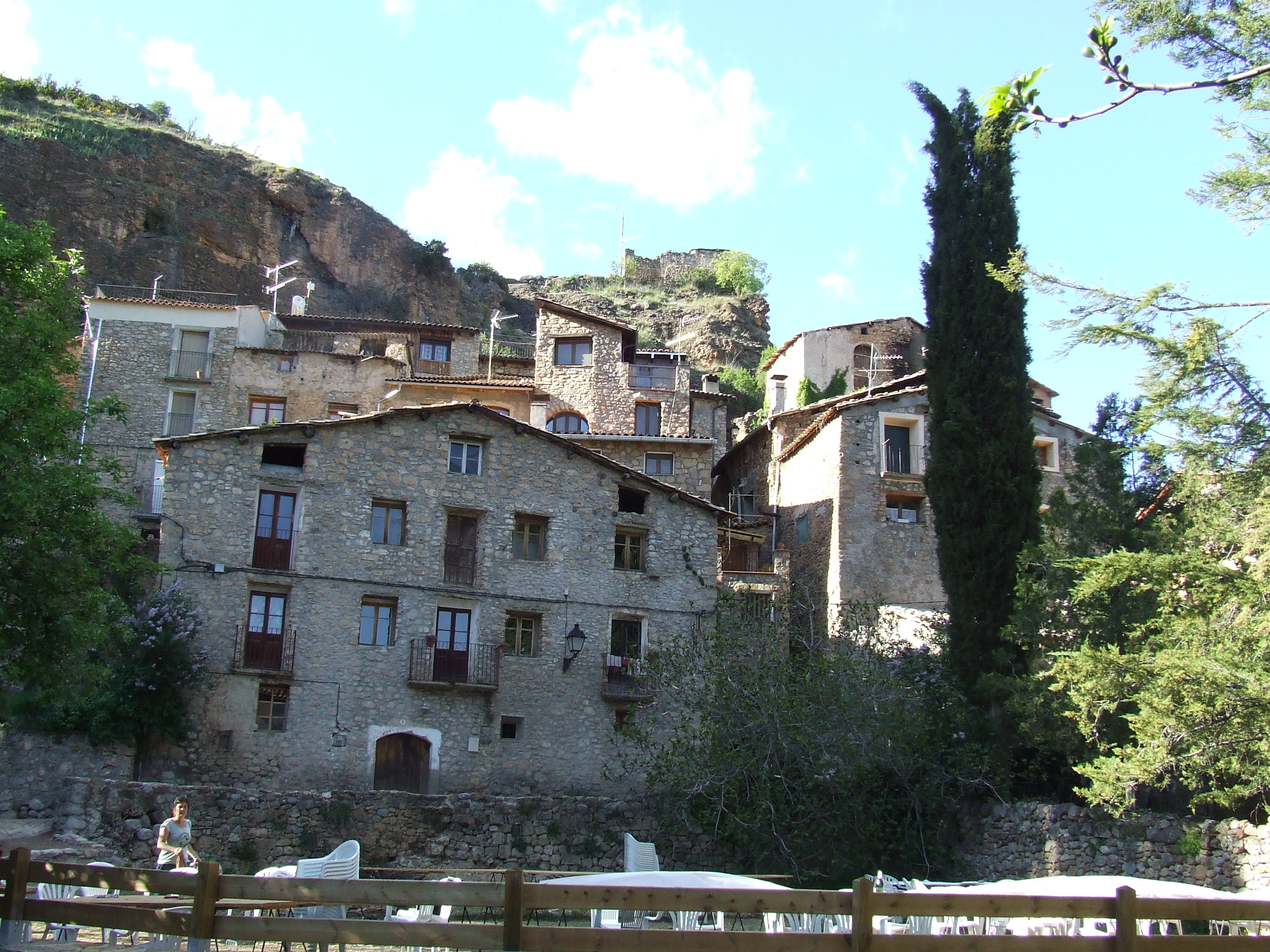
Rivert visto desde la plaza principal.

Está situado al suroeste del antiguo término de Toralla y Serradell. De hecho, el acceso a Rivert se hace desde Sensui y Salàs de Pallars, por una carretera local que une estas tres poblaciones y la de Santa Engracia, que pertenece a Tremp (antiguo municipio de Gurp de la Conca). Queda a unos 8 kilómetros de Salàs de Pallars. Sin embargo, se comunica a través de caminos rurales sin asfaltar con el resto de pueblos del municipio.
El pueblo está dividido en dos barrios, el principal está al Oeste, y contiene la mayor parte de las casas, la antigua iglesia parroquial, el cementerio y, sobre él, la ermita de la Virgen de Rivert, que fue capilla del desaparecido castillo de Rivert. Al este, delimitado por el torrente de Vall, se encuentra lo Barri, el barrio, núceo originario de Rivert. La iglesia parroquial, actualmente en desuso, está dedicada a San Martín.

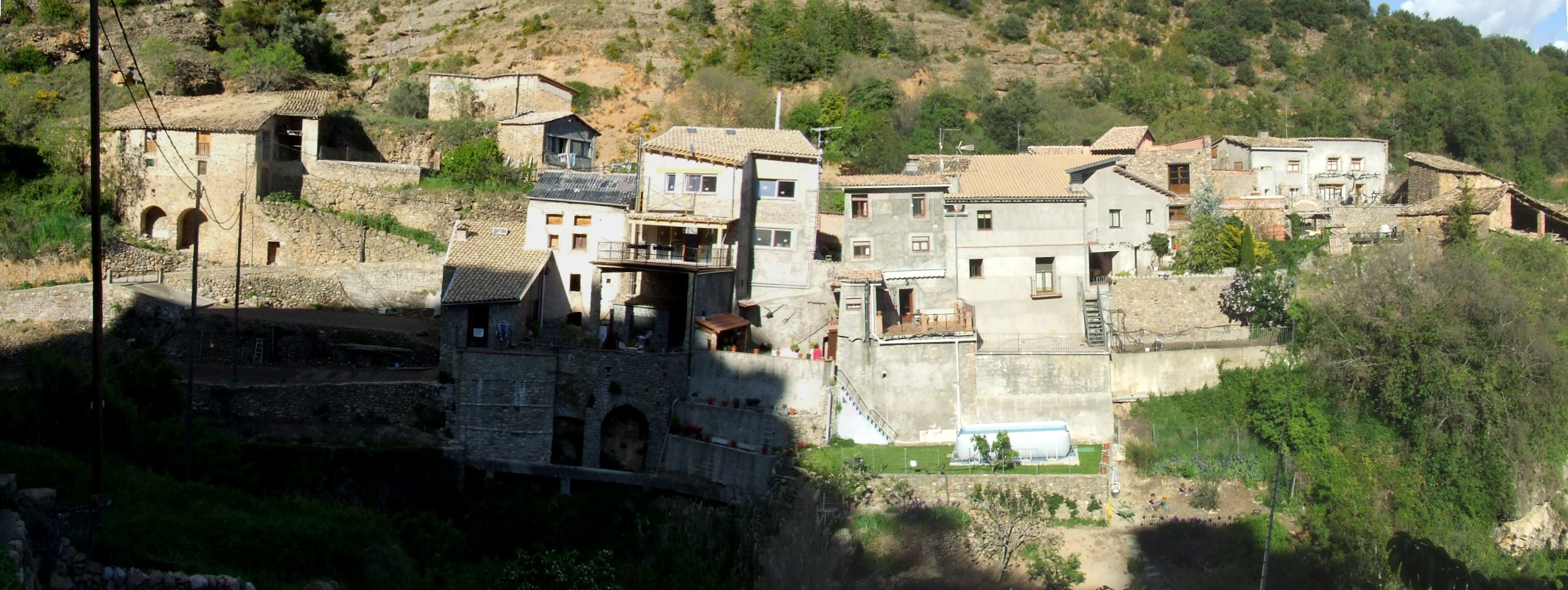
Lo barri de Rivert, desde el pueblo.

La parte principal de Rivert, bajo el acantilado donde antaño estaba el castillo, está protegido por un dosel de roca rojiza con numerosas aberturas provocadas por la erosión y aprovechadas por el ser humano desde tiempos muy antiguos. Hay restos de paredes, como también se da en Gurp, cerrando algunas de estas aberturas, formando corrales y, más antiguamente, habitáculos que evidencian la existencia de un antiguo poblamiento de origen troglodítico.
El pueblo, que debía estar aislado, de marcado carácter medieval, desciende de la roca que le hace de dosel, lo que hace que, pese a la modernización de sus casas y sus calles, no haya perdido del todo el aire de antigüedad que acompaña el visitante.

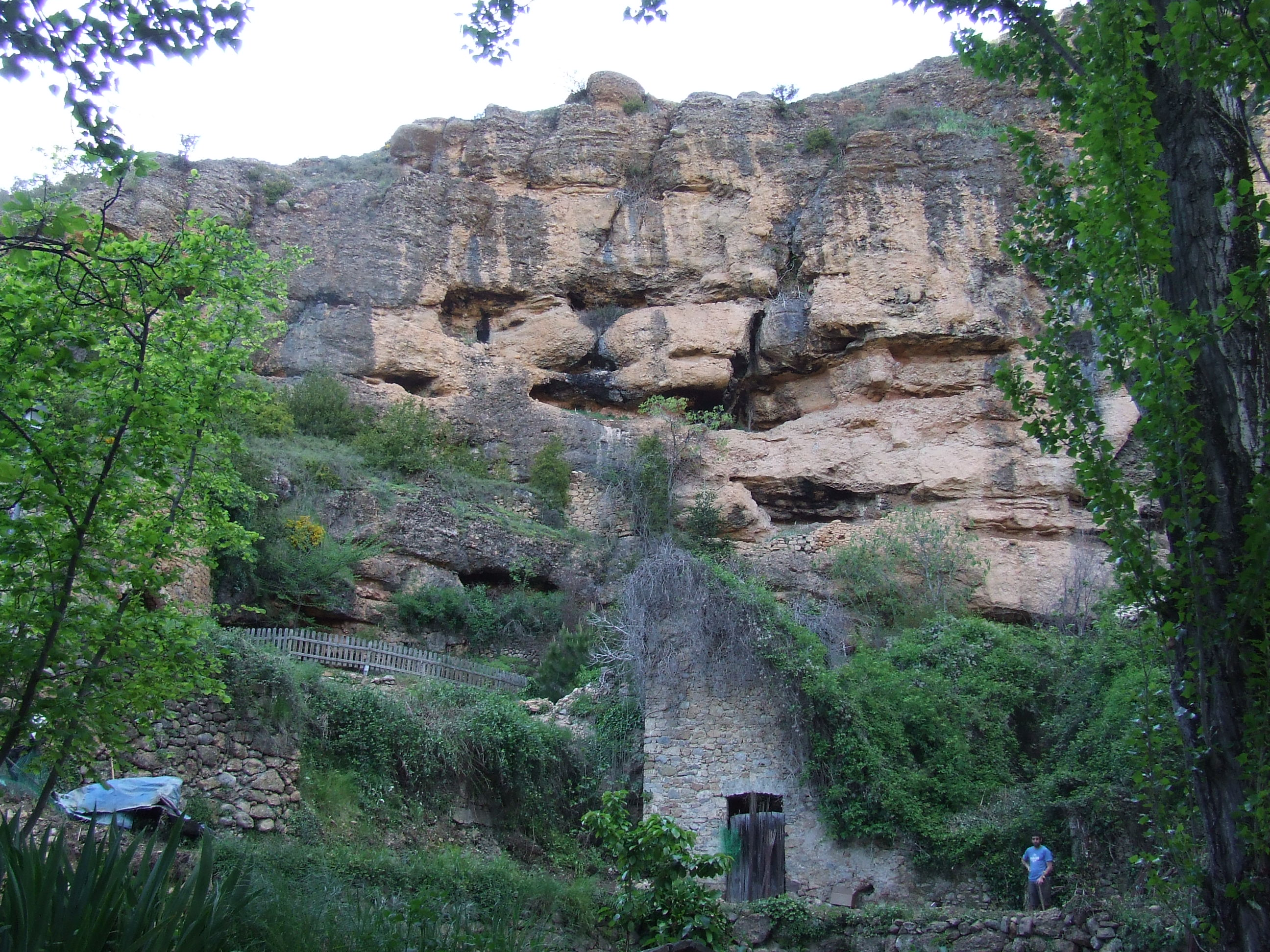
La roca que protege el pueblo de los vientos de poniente.

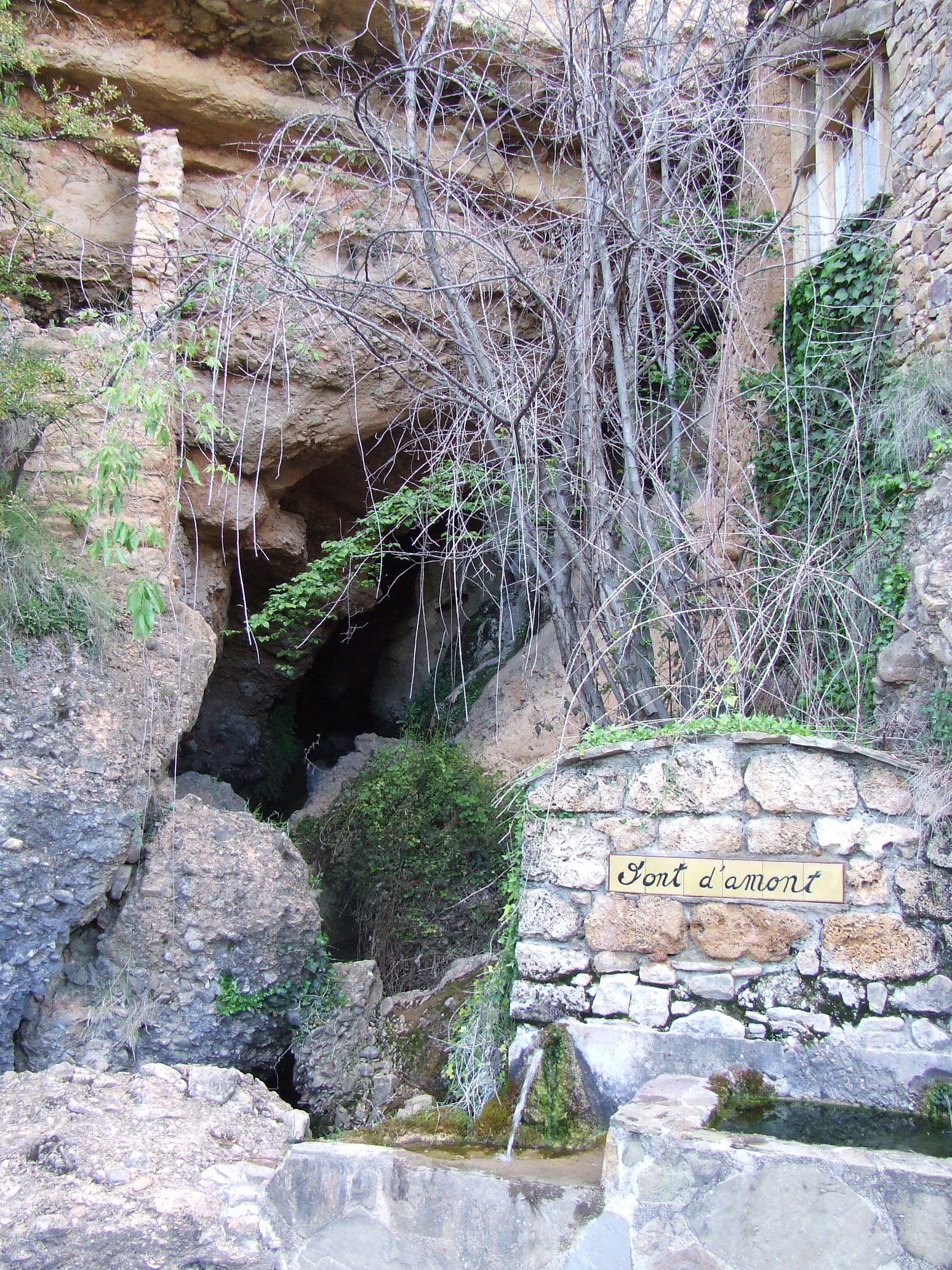
Fuente de Rivert.

En Rivert no falta el agua. Los dos barrancos que delimitan el pueblo (torrente del Vall, por el este, y barranco del Balç, por el oeste), llevan casi siempre agua y, además, en medio del pueblo, dentro de un balcón abierto en la pared surge el agua en la apreciada Font de Rivert, o Font de Amunt. Aparte de esta fuente, Rivert cuenta con tres más, aparte de con un gran embalse.

## Etimología

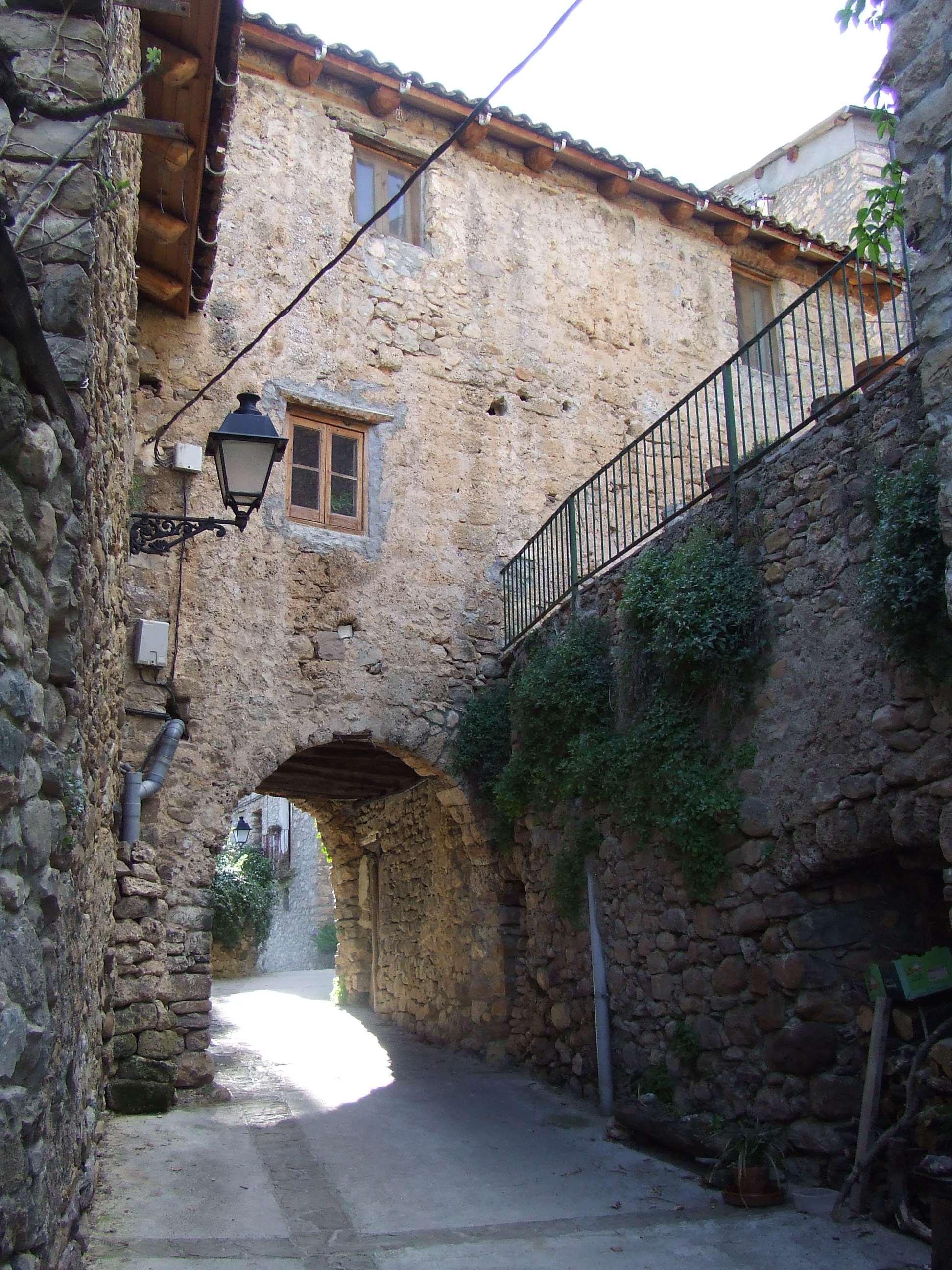
Portal de l'Església (Portal de la Iglesia).

La versión popular del origen del nombre del pueblo es que proviene de riu verde (río verde), dado que el Barranco de Rivert baja todo el año con agua y, por tanto, sus orillas tienen un tono verde que no se da en otros barrancos de la zona. Si fuera cierta esta versión, el nombre del pueblo debería ser Riverd y no Rivert.
Sin embargo, Joan Corominas afirmaba que el origen etimológico popular es falso. Confirma que uno de los componentes del topónimo es el término que procede del latín rivus (río), pero se fija en el documento más antiguo que habla del río, donde se puede leer rivus qui descendit de Erte (el río que desciende de Erte). Efectivamente, el lugar donde nace el barranco de Rivert es el gran paraje escarpado situado sobre Serradell, que sería este lugar de Erte del cual habla el documento. El verbo latino erigere da la forma ercta, en latín vulgar, que en italiano pasa a ser erta, que todavía hoy significa pujada. Así, Rivert sería el río de la (gran) subida, refiriéndose a su curso.

## Historia
Entre 1812 y 1847 Rivert tuvo ayuntamiento propio. Fue creado a partir del despliegue de las disposiciones emanadas de la Constitución de Cádiz, y fue suprimido a raíz de las nuevas leyes municipales promulgadas a mediados del siglo XIX, que no permitieron el mantenimiento de los ayuntamientos en poblaciones de menos de 30 vecinos (entendiendo como vecino los cabezas de familia). En 1847 ya aparece agrupado con los pueblos mencionados más arriba dentro del municipio de Serradell.
Pascual Madoz describe Rivert (Ribert, dice), en su Diccionario geográfico ... de 1845. Dice que está en la cuesta de una montaña que le impide la ventilación, con un clima frío, propenso a los resfriados y los reumatismos. 27 casas formaban el pueblo, y había, dentro del núcleo, una fuente abundante de buena agua. Hay un barranco, el de Solà, que riega algunos huertos y movía dos molinos. El terreno es quebrado, montañoso, formado por una mezcla de arcilla y caliza. Se cosechaba trigo, vino, aceite, legumbres y patatas. Se criaban ovejas y cabras, y se cazaban conejos y perdices. De industria, había un telar y dos molinos, uno de harina y de aceite. La población era de 8 vecinos (cabezas de familia) y 183 almas (habitantes).
Desde el año 2004, cada mes de agosto visita el pueblo un grupo de jóvenes procedentes de la isla de Mallorca, miembros del esplai Utopia Jovent, los cuales pasan en el pueblo unas dos semanas. Durante su estancia, realizan un campo de trabajo, prestando su ayuda para realizar distintas tareas, como la limpieza del molino de Rivert o del Camino de Santa Engracia. A su vez estos chicos organizan actividades para los más pequeños , hacen un pequeño musical y  la "Cena Mallorquina"' donde invitan a la gente del pueblo a cenar, la víspera de la fiesta mayor.

## Demografía
Rivert es de los pueblos pallareses que ha experimentado un mayor descenso de población, hasta llegar a quedar prácticamente despoblado, aunque en los últimos años ha tenido una cierta recuperación demográfica. En 2005 tenía 37 habitantes, pero en 1970 tenía 21, y en 1981 tan solo residía en él una familia, con 3 personas.
Sobre la cima que domina el pueblo estaba situado el castillo de Rivert, del que actualmente no queda ningún resto. Sin embargo, ha pervivido la antigua capilla del castillo, actualmente convertida en ermita de la Virgen del Castillo de Rivert.